# Serhij Litowczenko (ur. 1987)
Serhij Serhijowycz Litowczenko, ukr. Сергій Сергійович Літовченко (ur. 4 października 1987 w Charkowie) – ukraiński piłkarz, grający na pozycji bramkarza.

## Kariera piłkarska

### Kariera klubowa
Wychowanek klubu Arsenał Charków, w barwach którego rozpoczął karierę piłkarską 24 września 2005 w meczu przeciwko FK Sumy. W lipcu 2007 został wypożyczony do końca roku do klubu Hazowyk-ChHW Charków. Od lata 2009 bronił barw drużyny Feniks-Iliczowiec Kalinine do czasu jej rozformowania na początku 2010. W lutym 2010 jako wolny agent został piłkarzem Wołyni Łuck. W lutym 2012 został wypożyczony na pół roku do Naftowyk-Ukrnafty Ochtyrka. 17 stycznia 2015 za obopólną zgodą kontrakt z klubem został anulowany. Potem występował w Heliosie Charków. W lipcu 2015 podpisał kontrakt z Olimpikiem Donieck. 15 sierpnia 2016 przeszedł do gruzińskiego SK Zugdidi. 16 stycznia 2017 przeniósł się do Dinama Tbilisi, w którym grał do 4 grudnia 2017. 16 stycznia 2018 przeszedł do Kəpəz Gəncə. 11 lipca 2018 przeniósł się do Czornomorca Odessa. 2 lipca 2019 powrócił do Dinama Tbilisi. 9 stycznia 2020 opuścił Dinamo.

## Sukcesy i odznaczenia
- wicemistrz Ukraińskiej Pierwszej ligi: 2010